# The Deputy's Sweetheart (film, 1912)
The Deputy's Sweetheart est un film muet américain réalisé par Thomas H. Ince et sorti en 1912.

## Fiche technique
- Titre : The Deputy's Sweetheart
- Réalisation : Thomas H. Ince
- Pays de production :  États-Unis
- Langue : film muet avec les intertitres en anglais
- Format : Noir et blanc — 35 mm — 1,33:1 — Muet
- Genre : Western
- Durée : 10 minutes
- Date de sortie : 
  - États-Unis : 20 février 1912

## Distribution
- Francis Ford
- Ethel Grandin